# Diamant (Rakete)

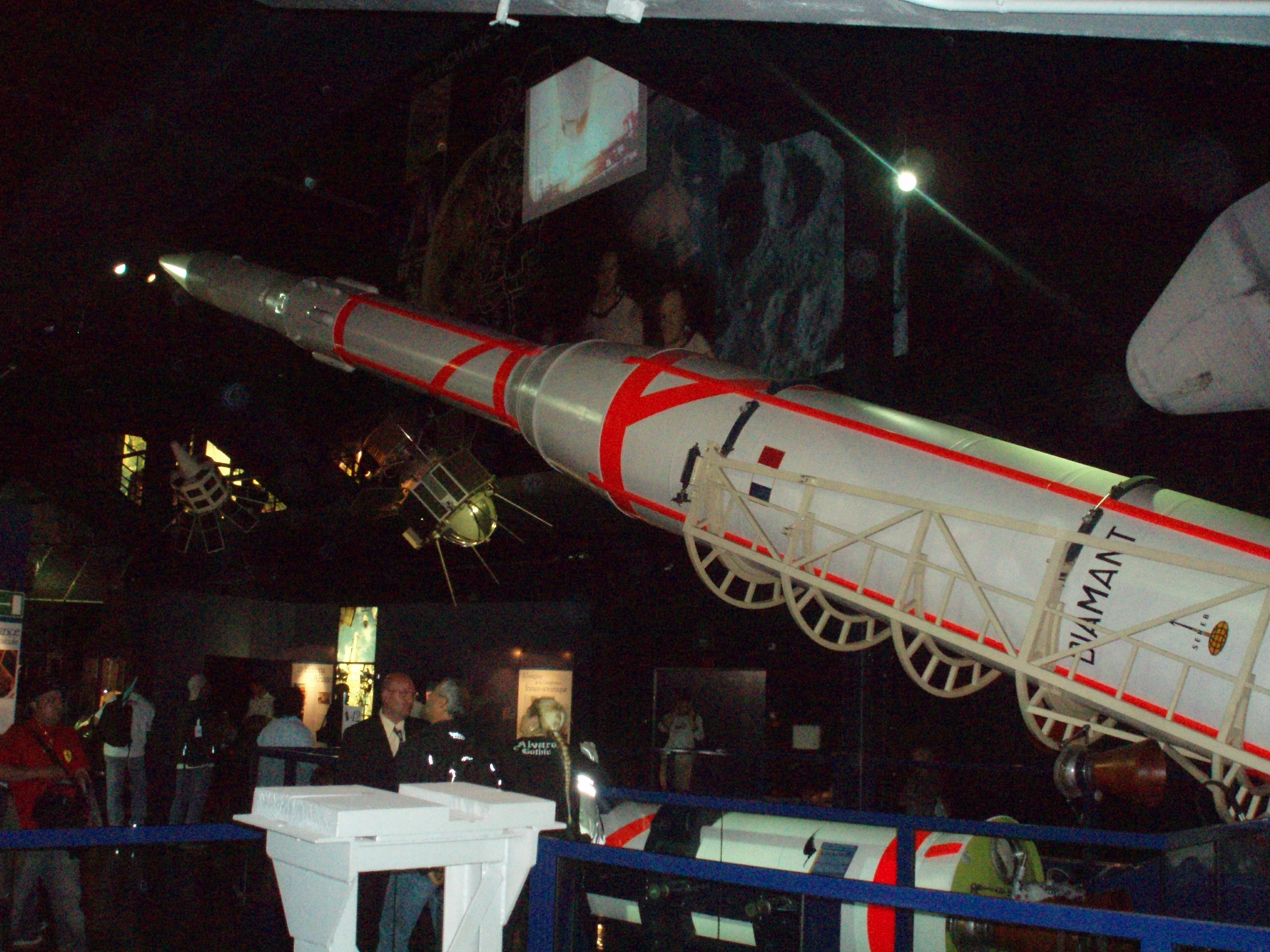
Diamant im Musée de l’air et de l’espace in Le Bourget

Diamant ist die Bezeichnung einer Familie französischer Trägerraketen, mit deren Hilfe von 1965 bis 1975 eine Reihe kleiner Satelliten gestartet wurde. Diese Rakete wurde in verschiedenen Versionen gebaut.

## Entwicklung
Die Entwicklung der Rakete wurde von der französischen Raumfahrtbehörde Centre national d’études spatiales (CNES) koordiniert. Schon kurz nach ihrer Gründung erhielt sie am 9. Mai 1962 von der französischen Rüstungsbeschaffungsbehörde Délégation ministérielle pour l’armement den Auftrag, vorerst vier Trägerraketen und vier Satelliten herstellen zu lassen. Die Rakete wurde vom Hersteller SEREB (Société pour l'étude et la réalisation d'engins balistiques) gefertigt.

## Diamant A
Die erste Version dieser Rakete, mit der Frankreichs erster Satellit „Astérix“ am 26. November 1965 vom Centre interarmées d’essais d’engins spéciaux in Hammaguir gestartet wurde, besaß die Erststufe der Emeraude-Rakete von 10 Meter Länge, 1,4 Meter Durchmesser und einem Gewicht von 14,7 Tonnen. Ihr Triebwerk vom Typ LRBA Vexin lieferte für 93 Sekunden einen Schub von 269 kN. Die zweite Stufe war 4,7 Meter lang und hatte einen Durchmesser von 80 Zentimetern. Sie wog 2,9 Tonnen und entwickelte 44 Sekunden lang einen Schub von 165 kN. Die dritte Stufe besaß eine Länge von 2 Meter und einen Durchmesser von 65 Zentimetern. Ihr Gewicht betrug 709 Kilogramm. Sie brannte 45 Sekunden lang und entwickelte hierbei einen Schub von 27 kN bis 53 kN. Eine komplett montierte Diamant A war 18,95 Meter hoch und wog 18,4 Tonnen.

## Diamant B
Die Diamant B war eine weiterentwickelte Version der Diamant A mit mehr Schub. Ihre erste Stufe war 14,2 Meter lang, besaß einen Durchmesser von 1,4 Meter und wog 20,1 Tonnen. Ihr Motor entwickelte in Abhängigkeit von der Flughöhe einen Schub von 316 kN bis 400 kN für 116 Sekunden. Die zweite Stufe der Diamant B entsprach der der Diamant A. Die dritte Stufe war 1,67 Meter lang und besaß einen Durchmesser von 80 Zentimetern. Sie entwickelte für 46 Sekunden einen Schub von 24 kN.
Eine komplett zusammengebaute Diamant B war 23,5 Meter hoch und wog 24,6 Tonnen.

## Diamant BP4
Die Diamant BP4, deren Entwicklung im Januar 1972 begonnen wurde, besaß die gleiche Erst- und Drittstufe wie die Diamant B. Ihre zweite Stufe, die von einer SLBM abgeleitet war, war 2,28 Meter lang und hatte 1,5 Meter Durchmesser und entwickelte für 55 Sekunden einen Schub von 180 kN.

## Startliste
| Datum              | Typ         | Startplatz | Nutzlast       | Anmerkungen                                       |
| ------------------ | ----------- | ---------- | -------------- | ------------------------------------------------- |
| 26. November 1965  | Diamant A   | Hammaguir  | Astérix        | Erfolg                                            |
| 17. Februar 1966   | Diamant A   | Hammaguir  | Diapason       | Erfolg                                            |
| 8. Februar 1967    | Diamant A   | Hammaguir  | Diadème 1      | Teilerfolg (Orbit zu niedrig)                     |
| 15. Februar 1967   | Diamant A   | Hammaguir  | Diadème 2      | Erfolg                                            |
| 10. März 1970      | Diamant B   | Kourou     | Mika/Wika/Dial | Erfolg                                            |
| 12. Dezember 1970  | Diamant B   | Kourou     | Péole          | Erfolg                                            |
| 15. April 1971     | Diamant B   | Kourou     | Tournesol      | Erfolg                                            |
| 6. Dezember 1971   | Diamant B   | Kourou     | Polaire        | Fehlschlag (zweite Stufe versagte)                |
| 21. Mai 1972       | Diamant B   | Kourou     | Castor/Pollux  | Teilerfolg (Nutzlastverkleidung nicht abgetrennt) |
| 6. Februar 1975    | Diamant BP4 | Kourou     | Starlette      | Erfolg                                            |
| 17. Mai 1975       | Diamant BP4 | Kourou     | Castor/Pollux  | Erfolg                                            |
| 27. September 1975 | Diamant BP4 | Kourou     | Aura           | Erfolg                                            |